# Kenneth Eric Money
Kenneth Eric Money (Toronto, Ontario, 1935. január 4. – 2023. március 6.) kanadai tudós, űrhajós.

## Életpálya
Ausztráliában a XVI., az 1956. évi nyári olimpiai játékokon magasugrásban képviselte Kanadát. 1958-ban élettanból (fiziológia) és kémiából szerzett diplomát. 1959-ben élettanból (Ph.D.) doktorált.
1983. december 5-től a Lyndon B. Johnson Űrközpontban részesült űrhajóskiképzésben. Kiképzett űrhajósként tagja volt több mikrogravitásós programot végrehajtó támogató (tanácsadó, problémamegoldó) csapatnak. Űrhajós pályafutását 1992 júliusában fejezte be. A Department of National Defense Institute of Environmental Medicine (DCIEM), Toronto vezető kutatója.

## Tartalék személyzet
STS–42 a Discovery űrrepülőgép 14. repülésének rakományfelelőse.